# Polyesterrot
Polyesterrot is de aantasting van polyestermateriaal (zoals van boten of zwembaden) door water.
Polyesterrot wordt ook wel osmose (naar het watertransportmechanisme) of hydrolyse (naar de chemische reactie) genoemd. Het ontstaat doordat water in kleine holtes in het polyester kan blijven staan. Het water gaat vervolgens reageren met het polyester (hydrolyse), waarbij de esterbinding wordt verbroken. Daarom is het belangrijk dat het polyester geen luchtbellen bevat en met een coating waterdicht wordt afgesloten. Door osmose (watertransport door de coating) kan na verloop van jaren het polyester toch aangetast worden.